# サン・ジャーコモ・デッリ・スキアヴォーニ
サン・ジャーコモ・デッリ・スキアヴォーニ（イタリア語: San Giacomo degli Schiavoni）は、イタリア共和国モリーゼ州カンポバッソ県にある、人口約1,400人の基礎自治体（コムーネ）。

## 地理

### 位置・広がり

#### 隣接コムーネ
隣接するコムーネは以下の通り。
- グリオネージ
- テルモリ

## 行政

### 分離集落
サン・ジャーコモ・デッリ・スキアヴォーニには、以下の分離集落（フラツィオーネ）がある。
- Colle della Stella, Ponticelli, Solagne